# Visconde de Valdoeiro
Visconde de Valdoeiro é um título nobiliárquico criado por D. Luís I de Portugal, por Carta de 22 de Março de 1881, em favor de Bernardo Maria Toscano de Figueiredo e Albuquerque.
Titulares
1. Bernardo Maria Toscano de Figueiredo e Albuquerque, 1.º Visconde de Valdoeiro.